# Bagi István (labdarúgó)
Bagi István (Csongrád, 1989. március 23. –) magyar labdarúgó, jobb lábas középpályás.

## Pályafutása
Szülővárosa csapatában kezdte pályafutását, ahonnan hamar leigazolta a KTE. Leigazolása előtt fél évvel volt már Kecskeméten próbajátékon, de akkor még nem igazolt a KTE-hez. A csongrádiak kiesése, valamint Kecskemét élvonalba jutása után visszahívták a hírös városba, ahol eddig összesen 29 élvonalbeli mérkőzésen lépett pályára, de gólt még nem szerzett. 2017-ben átigazolt a Győri ETO FC-hez.

## Sikerei, díjai
NB1 5. helyezés
NB2 2. helyezés
Magyar Kupa 1. helyezés
NB2 5. helyezés